# Río Dai (India)
El río Dai es un corto río de India que se origina en las laderas sudorientales de la montañas Aravali en la aldea de Rajgarh, cerca de Nasirabad Tehsil del Distrito de Ajmer. Fluye hacia el sudeste durante unos 40 km y hacia el este  unos 56 km, en el distrito de Ajmer y a través del distrito de Tonk durante un corto tramo, antes de unirse al río Banas (afluente del río Chambal y éste del río Ganges) cerca de la aldea de Bisalpur en el distrito de Tonk.
- Datos: Q5209033